# Бараннік Олег Васильович
Оле́г Васи́льович Бара́ннік (нар. 20 березня 1992, Семенівка, Семенівський район, Полтавська область, Україна) — український футболіст, нападник краматорського «Авангарда».

## Життєпис

### Клубна кар'єра
Із 2003 по 2008 рік виступав у ДЮФЛ за полтавську «Молодь». Потім грав за школу київського «Динамо», у 2009 році команда стала чемпіоном України серед 17-річних.

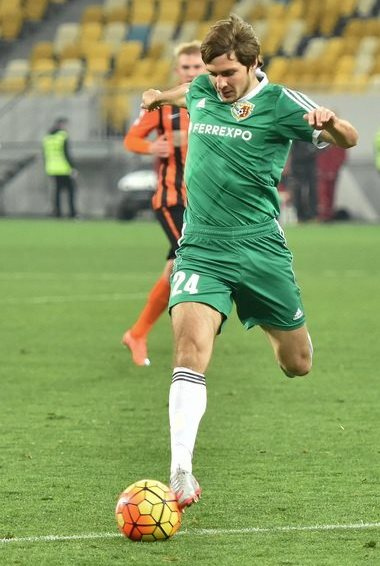
Олег Бараннік під час виступів за «Ворсклу». 6 березня 2016 року.

Улітку 2010 року перейшов у полтавську «Ворсклу». У Прем'єр-лізі України дебютував 2 жовтня 2010 року у виїзному матчі проти луганської «Зорі» (1:1), Бараннік вийшов на 82 хвилині замість албанця Ахмеда Янузі.
У січні 2011 року підписав із клубом нову трирічну угоду. 18 серпня 2011 року дебютував у єврокубках у матчі кваліфікації Ліги Європи проти румунської «Динамо» Бухарест (2:1), Бараннік вийшов на 87 хвилині замість Івана Кривошеєнка. У грі 26 серпня (2:3) вийшов на 64 хвилині замість Ахмеда Янузі. На 72 та 78 хвилині оформив дубль у ворота Крістіана Белдегеряна. У підсумку «Ворскла» обіграла «Динамо» з загальним рахунком 5:3 і потрапила в груповий етап. Після матчу головний тренер «Ворскли» Микола Павлов пообіцяв «вибити» у керівництва клубу для Олега підвищення зарплати.
Дебютний гол у Прем'єр-лізі України забив 3 травня 2014 року у виїзному матчі проти запорізького «Металурга» (0:1).
1 вересня 2016 року було офіційно оголошено про перехід гравця до складу горішньоплавнівського «Гірника-спорт» на умовах оренди до 30 листопада того ж року.
Влітку 2017 року перейшов до першолігової «Полтави».

### Кар'єра у збірній
Бараннік був викликаний у юнацьку збірну України до 17 років у вересні 2008 року на товариський матч зі збірною Румунії, який пройшов у Києві. Поєдинок закінчився з рахунком 4:0, але Олег не взяв участь у матчі. На початку січня 2011 року був викликаний Олександром Головком до складу юнацької збірної до 19 років на навчально-тренувальний збір.
Бараннік викликався у студентську збірну України.